# Scrayingham
Scrayingham – wieś i civil parish w Anglii, w North Yorkshire, w dystrykcie (unitary authority) North Yorkshire. W 2001 civil parish liczyła 164 mieszkańców. Scrayingham jest wspomniana w Domesday Book (1086) jako Escraingham/Escringham/Screngham.